# .xxx
.xxx, познат и као трипл икс, јесте спонзорисан крајњи домен добровољне претраге за избор интернет странице са сексуално експлицитним садржајем (порнографијом). Организација за спонзорство је „Међународна фондација за онлајн одговорност” (енгл. International Foundation for Online Responsibility, IFFOR). Регистар води компанија ИЦМ Регистри (енгл. ICM Registry).